# Krzysztof Kasowski

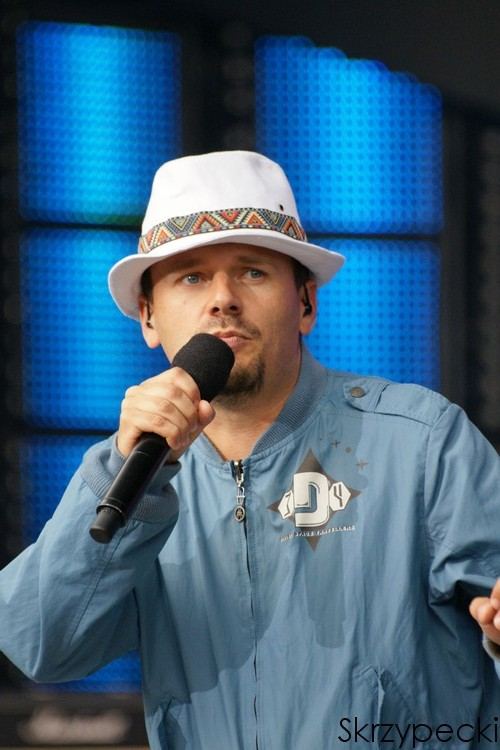
Krzysztof „K.A.S.A.” Kasowski podczas 46. KFPP w Opolu

Krzysztof Jan „K.A.S.A.” Kasowski (ur. 25 grudnia 1970 w Kielcach) – polski muzyk, kompozytor i podróżnik, założyciel Kapeli z Miasta Kielce.
Lider pierwszej kieleckiej grupy rapowej o nazwie Zespół Downa, z którą w 1991 r. wystartował w eliminacjach do festiwalu w Jarocinie, jednak został zdyskwalifikowany z powodu wulgarnych tekstów.

## Życiorys
Był członkiem ekipy tancerzy towarzyszącej Liroyowi (wówczas występującemu jako „P.M. Cool Lee”).
W 1996 rozpoczął solową karierę. Przyjął pseudonim K.A.S.A., a po podpisaniu kontraktu z wytwórnią BMG Poland wydał swój debiutancki album studyjny pt. Reklama. W wyniku intensywnej promocji koncertowej płyta osiągnęła duży sukces, a Kasowski otrzymał liczne nagrody: Indywidualność roku (1996), Dance Music Awards za debiut roku (1996) oraz nominację do Fryderyka (1996) w kategorii muzyki tanecznej (za Reklamę).
30 czerwca 1997 wydał płytę pt. Prezes Kuli Ziemskiej, a w 1998 – album pl. K.A.S.A. no. 3, za który w 1999 otrzymał Fryderyka w kategorii Album roku – dance & techno. W tym okresie zyskał dużą popularność i był zapraszany do wielu programów talk-show.
W swojej twórczości łączy klimaty latynoskie, muzykę ragga oraz nawet elementy muzyki ludowej. Znany ze współpracy z wieloma artystami, m.in. z Piaskiem i Funky Filonem. W lipcu 2007 wydał płytę pt. Wszystko od nova, którą promował przebojem „To właśnie lato”. W grudniu 2008 nawiązał współpracę z firmą menedżmentową Music Zone Katarzyny Litwin. W maju 2009 nakręcił z wytwórnią Music Zone wideoklip do utworu „Powiedz, gdzie jesteś”, który zakwalifikował się do opolskich premier. W 2011 wystąpił w teledysku „Zabierz ze sobą mnie” zespołu Junior.
W 2019 był jednym z jurorów drugiej edycji talent-show telewizji Polsat Śpiewajmy razem. All Together Now.

## Dyskografia

### Albumy
| Rok  | Tytuł |
| ---- | --- |
| 1996 | Reklama - Data: 6 lipca 1996 - Wydawca: BMG Ariola Poland - Format: CD, MC                                                |
| 1997 | Prezes Kuli Ziemskiej - Data: 30 czerwca 1997 - Wydawca: BMG Poland - Format: CD, MC                                      |
| 1998 | K.A.S.A. no. 3 - Data: 5 października 1998 - Wydawca: BMG Poland - Format: CD, MC                                         |
| 2000 | Maczo? (oraz Los Amigos) - Data: 14 lutego 2000 - Wydawca: BMG Poland - Format: CD, MC                                    |
| 2002 | Za friko - Data: 1 lipca 2002 - Wydawca: Frontline Music, BMG Poland - Format: CD, MC                                     |
| 2003 | Best 1996–2003 - Data: 24 marca 2003 - Wydawca: Frontline Music, BMG Poland - Format: CD, MC                              |
| 2004 | Neuromantic - Data: 31 maja 2004 - Wydawca: Frontline Music, Pomaton EMI - Format: CD                                     |
| 2004 | Gwiazdy XX wieku: Największe przeboje - Data: 2004 - Wydawca: BMG Poland - Format: CD                                     |
| 2005 | Pol-ska - Data: 18 kwietnia 2005 - Wydawca: Frontline Music, Pomaton EMI - Format: CD                                     |
| 2007 | Wszystko od nova - Data: 2 lipca 2007 - Wydawca: Universal Music Polska - Format: CD                                      |
| 2008 | Born in the PRL - Data: 13 października 2008 - Wydawca: Frontline Music, Sony BMG Music Entertainment Poland - Format: CD |
| 2010 | To nie wszystko - Data: 29 listopada 2010 - Wydawca: Frontline Music, Fonografika - Format: CD                            |
| 2011 | Gwiazdy XX wieku: Największe przeboje - Data: 2011 - Wydawca: Sony Music Entertainment Poland - Format: CD                |
| 2011 | Reggaeneracja - Data: 22 lipca 2011 - Wydawca: Korotki Music, Fonografika - Format: CD                                    |
| 2012 | Kontrakt - Data: 2 czerwca 2012 - Wydawca: Korotki Music, Fonografika - Format: CD                                        |
| 2014 | Szafiarka - Data: 1 grudnia 2014 - Wydawca: Korotki Music, Fonografika - Format: CD, digital download                     |
| 2015 | Globalna Wio-Ska - Data: 1 lipca 2015 - Wydawca: Korotki Music, Fonografika - Format: CD, digital download                |
| 2015 | Lubię polskie. Przeboje - Data: 13 listopada 2015 - Wydawca: Sony Music Entertainment Poland - Format: CD                 |

### Single
| 1996                           | „Reklama”                                    | 12 | –  | Reklama               |
| 1996                           | „Kasanova”                                   | 38 | –  | Reklama               |
| 1996                           | „Sex i kasa”                                 | 24 | 28 | Reklama               |
| 1997                           | „Noc za ścianą” (z zespołem Mafia)           | 36 | –  | FM                    |
| 1997                           | „Dżu-dżu”                                    | 9  | 28 | Prezes Kuli Ziemskiej |
| 1997                           | „Wywiad (Prezes Kuli Ziemskiej)”             | 42 | 33 | Prezes Kuli Ziemskiej |
| 1998                           | „Być tu i teraz” (z Piaskiem)                | –  | –  | Prezes Kuli Ziemskiej |
| 1998                           | „Każdy lubi boogie”                          | –  | 33 | K.A.S.A. no. 3        |
| 1998                           | „Wino marki wino”                            | –  | –  | K.A.S.A. no. 3        |
| 1999                           | „Wszyscy kochają kasę”                       | –  | –  | K.A.S.A. no. 3        |
| 1999                           | „O tym się mówi”                             | –  | –  | K.A.S.A. no. 3        |
| 2000                           | „Maczo”                                      | 53 | 18 | Maczo?                |
| 2000                           | „Takie numery”                               | 67 | –  | Maczo?                |
| 2000                           | „Telenowele”                                 | –  | –  | Maczo?                |
| 2001                           | „Moja Mañana” (oraz Rei Ceballo i Calle Sol) | –  | –  | Perro volando         |
| 2002                           | „Jestem wszystkim czego chcesz”              | –  | –  | –                     |
| 2002                           | „Zostań po koncercie”                        | –  | –  | Za friko              |
| 2002                           | „Za friko”                                   | –  | –  | Za friko              |
| 2003                           | „Chcę być idolem”                            | –  | –  | Best 1996–2003        |
| 2003                           | „One lecą na kasę”                           | –  | –  | Best 1996–2003        |
| 2004                           | „Smak 80-tych lat”                           | –  | –  | Neuromantic           |
| 2004                           | „Dziennikarze”                               | –  | –  | Neuromantic           |
| 2005                           | „Latin Lover”                                | –  | –  | Pol-ska               |
| 2006                           | „To właśnie lato”                            | –  | –  | Wszystko od nova      |
| 2007                           | „Znana”                                      | –  | –  | Wszystko od nova      |
| 2007                           | „On ma bilon”                                | –  | –  | Wszystko od nova      |
| 2007                           | „No te vayas”                                | –  | –  | Wszystko od nova      |
| 2007                           | „Wszystko od nova”                           | –  | –  | Wszystko od nova      |
| 2007                           | „Trendy”                                     | –  | –  | Wszystko od nova      |
| 2008                           | „Piękniejsza”                                | –  | –  | Born in the PRL       |
| 2008                           | „To właśnie Ty”                              | –  | –  | Born in the PRL       |
| 2008                           | „Born in the P.R.L.”                         | –  | –  | Born in the PRL       |
| 2009                           | „Powiedz gdzie jesteś”                       | –  | –  | To nie wszystko       |
| 2009                           | „Z tego co masz”                             | –  | –  | To nie wszystko       |
| 2010                           | „Zabierz ze sobą mnie”                       | –  | –  | To nie wszystko       |
| 2010                           | „Tańczyć jak Ty”                             | –  | –  | To nie wszystko       |
| 2010                           | „Twój Londyn”                                | –  | –  | To nie wszystko       |
| 2010                           | „Świąteczne dni”                             | –  | –  | To nie wszystko       |
| 2011                           | „Kto pokocha mnie”                           | –  | –  | Reggaeneracja         |
| 2011                           | „Życie tak piękne jest”                      | –  | –  | Reggaeneracja         |
| 2011                           | „Tańczyć jak Ty (Bass Fun Remix)”            | –  | –  | Reggaeneracja         |
| 2011                           | „Moja retrospekcja”                          | –  | –  | Kontrakt              |
| 2011                           | „Ciężko lekko”                               | –  | –  | Kontrakt              |
| 2011                           | „2.0.1.2.”                                   | –  | –  | Kontrakt              |
| 2012                           | „Oto kontrakt”                               | –  | –  | Kontrakt              |
| 2013                           | „Disco Polo”                                 | –  | –  | Szafiarka             |
| 2013                           | „Obywatel drugiej kategorii”                 | –  | –  | Szafiarka             |
| 2013                           | „Tylko disco”                                | –  | –  | Szafiarka             |
| 2014                           | „Złamę Ci serce”                             | –  | –  | Globalna Wio-Ska      |
| 2015                           | „Lato z Tobą”                                | –  | –  | Globalna Wio-Ska      |
| „–” pozycja nie była notowana. |                                              |    |    |                       |

### Inne notowane utwory
| 1996                           | „Jak należy korzystać z malucha” | 26 | –  | Reklama               |
| 1998                           | „Powracam”                       | –  | 48 | Prezes Kuli Ziemskiej |
| „–” pozycja nie była notowana. |                                  |    |    |                       |

## Nagrody i wyróżnienia
| Rok  | Kategoria                                 | Tytułem | Nagroda        | Nota      | Źródło |
| ---- | ----------------------------------------- | ------- | -------------- | --------- | ------ |
| 1998 | Album roku – dance & techno               | No. 3   | Fryderyki 1998 | Nominacja | [ 31 ] |
| 2000 | Album Roku – Dance / Techno / Elektronika | Macho   | Fryderyki 2000 | Nominacja | [ 32 ] |

## Filmografia
- „Kielce – Czyli Polski Bronx” (1995, reżyseria: Bogna Świątkowska, Marek Lamprecht)[a][33]